# 勝間田町 (津山市)
勝間田町（かつまだまち）は岡山県津山市にある地名。郵便番号は708-0835。

## 地理
吉井川の北、旧・東南条郡津山東町の南、西寄りに位置する。城東町並み保存地区の一角を成す。

### 河川
- 吉井川

## 歴史

### 沿革
- 1889年6月1日 - 町村制施行に伴い、津山城下町の内、宮川以東の勝間田町の他、上之町、中之町、西新町、林田町、橋本町、東新町が合併し、東南条郡津山東町となる。上之町に役場を置く。
- 1900年4月1日 - 津山東町が西北条郡津山町に編入されると同時に、東南条郡、東北条郡、西西条郡、西北条郡の合併に伴い、苫田郡津山町となる。
- 1923年4月1日 - 苫田郡林田村が町制・改称、津山東町となる。
- 1929年2月11日 - 苫田郡津山東町が同郡津山町、院庄村、西苫田村、二宮村、久米郡福岡村と合併・市制により、津山市となる。

### 地名の由来
旧・勝南郡勝間田村（現・勝田郡勝央町勝間田）から来た人が住んだことによる。津山城築城時はここまでが城下町 。

## 世帯数と人口
2021年（令和3年）1月1日現在の世帯数と人口は以下の通りである。
| 町丁     | 世帯数 | 人口 |
| -------- | ------ | ---- |
| 勝間田町 | 22世帯 | 40人 |

## 小・中学校の学区
市立小・中学校に通う場合、学区は以下の通りとなる。
| 番地 | 小学校           | 中学校             |
| ---- | ---------------- | ------------------ |
| 全域 | 津山市立東小学校 | 津山市立中道中学校 |

## 交通

### 道路
- 国道53号（国道179号、国道429号と重複）

## 施設
- かんだ小児科医院
- 高橋古美術店
- 船津鮮魚店